# Who You Are (canción de Pearl Jam)
«Who You Are» es el primer sencillo de No Code, cuarto álbum del grupo Pearl Jam. "Who You Are" alcanzaría el número #1 de la lista Modern Rock Tracks de la revista Billboard y el #31 del Billboard Hot 100.
La línea de la batería de la canción está inspirada en un solo del baterista Max Roach, que el baterista Jack Irons escuchó en una tienda de baterías cuando él tenía apenas ocho años.
La canción fue incluida en la recopilación de grandes éxitos del grupo Rearviewmirror: Greatest Hits 1991-2003. En dicho álbum la letra tiene una pequeña variación en las letras, ya que en lugar de decir "circumstance, clapping hands,", en la versión de "Rearviewmirror" dice "avalanche, falling fast."
Hay que remarcar que el nombre de la canción es "Who You Are" y no "Who Are You", que es un error frecuente al hacer referencia a la canción del álbum.

## Significado de la Letra
"Who You Are" aborda el tema de la aceptación de uno mismo como persona, para evitar después frustraciones al no ser o tener aquello que no somos.

## Formatos y lista de canciones
Toda la información está tomada de varias fuentes.
- Sencillo en CD (Estados Unidos, Inglaterra, Japón, Australia, Alemania, Canadá, Austria, México y Sudáfrica)
  1. «Who You Are» (Gossard, Irons, Vedder) – 3:51
  2. «Habit» (Vedder) – 3:36

- Sencillo en Vinil de 7 pulgadas (Estados Unidos, Europa, y Holanda)
  1. «Who You Are» (Gossard, Irons, Vedder) – 3:51
  2. «Habit» (Vedder) – 3:36

- Sencillo en Casete (Estados Unidos, Australia, Holanda y Tailandia)
  1. «Who You Are» (Gossard, Irons, Vedder) – 3:51
  2. «Habit» (Vedder) – 3:36